# Scratch (film)
Pour les articles homonymes, voir Scratch.
Pour plus de détails, voir Fiche technique et Distribution.
Scratch (en polonais : Rysa) est un film dramatique polonais réalisé par Michał Rosa et sorti le 19 septembre 2008 sur les écrans polonais. 

## Fiche technique
- Titre français : Scratch
- Titre polonais : Rysa
- Titre anglais : Scratch

## Distribution
- Jadwiga Jankowska-Cieslak - Joanna Kocjan
- Krzysztof Stroiński - Jan Żółwieński, mari de Joanna
- Ewa Telega - Beata
- Mirosława Marcheluk - Nastka
- Teresa Marczewska - Hanka
- Ryszard Filipski - Marczak
- Stanisław Radwan - Iwo
- Jerzy Schejbal - Jacek
- Jerzy Nowak - Leon
- Kinga Preis - Zosia
- Alicja Bienicewicz - Madame Olga
- Damian Hryniewicz - un vendeur
- Sławomir Pacek - Jurek, mari de Zosia

## Production

### Récompenses
- Abricot d'or 2009
  - Abricot d'argent pour le réalisateur
- Festival international du film de Karlovy Vary 2009
  - Mention spéciale

### Nominations
- Festival international du film d'Arras 2009
  - Mention spéciale pour Krzysztof Stroiński